# Ronde van Murcia
De Ronde van Murcia (Vuelta Ciclista a Murcia, voluit Vuelta Ciclista a la Región de Murcia Costa Cálida) is een wielerwedstrijd die sinds 1981 jaarlijks in de Spaanse regio Murcia verreden. De toevoeging Costa Cálida verwijst naar de (toeristische) kuststrook aan de Middellandse Zee.
Hoewel de Ronde van Murcia sinds 1981 wordt verreden, is de wedstrijd sinds 1989 een internationale wedstrijd. Daarvoor was het onder andere een wedstrijd voor amateurs (van 1981 tot en met 1984) en een nationale wedstrijd (in 1985). De wedstrijd stond tot en met 2012 begin maart op de wielerkalender, vanaf 2013 wordt de koers in februari verreden met uitzondering in 2014 (1 maart) en 2021 toen de wedstrijd vanwege de coronapandemie verplaatst werd naar 23 mei.
Van 1981-1984 was het een eendaagse koers. Van 1985-1994 was het een zesdaagse koers met zes, zeven of acht etappes, waarbij van 1985-1987 met een proloog werd begonnen. In 1985 en 1986 en van 1988-1990 werd er een ploegentijdrit in de wedstrijd verreden, van 1991-2012 was dit een individuele tijdrit. Vanwege financiële perikelen is de Ronde van Murcia uit steeds minder etappes gaan bestaan. Van 1995-2010 waren dit vijf etappes in evenvele dagen, in 2011 waren dit er drie en in 2012 werd een tweedaagse ronde verreden, evanals in 2019 en 2020. Van 2013-2018 werd en vanaf 2021 wordt de koers als een eendagswedstrijd verreden.
Vaak wordt de Alto del Collado Bermejo in het Espuña-gebergte in het parcours opgenomen, welke sinds 2004 de Cimo Marco Pantani wordt genoemd als eerbetoon aan de in 2004 overleden Marco Pantani, de winnaar in 1999.
Grote namen op de erelijst zijn verder onder andere Pedro Delgado (de winnaar van de eerste editie, toen de wedstrijd nog voor amateurs was), Miguel Indurain, Melchor Mauri,  Alejandro Valverde en Denis Mensjov. Tom Cordes is de enige Nederlandse winnaar (1990), Philippe Gilbert (2016) en Xandro Meurisse (2020) zijn de twee Belgische winnaars.

## Lijst van winnaars

### Meervoudige winnaars
| Zeges | Renner             | Jaren                        |
| ----- | ------------------ | ---------------------------- |
| 005   | Alejandro Valverde | 2004, 2007, 2008, 2014, 2017 |
| 002   | Melchor Mauri      | 1994, 1996                   |
| 002   | Luis Leon Sanchez  | 2018, 2019                   |

### Overwinningen per land
| Zeges | Land                                                                                          |
| ----- | --------------------------------------------------------------------------------------------- |
| 28    | Spanje                                                                                        |
| 4     | Italië                                                                                        |
| 3     | Colombia                                                                                      |
| 2     | België                                                                                        |
| 1     | Australië, Estland, Frankrijk, Nederland, Rusland, Tsjechië, Verenigd Koninkrijk, Zwitserland |

1981 · 1982 · 1983 · 1984 · 1985 · 1986 · 1987 · 1988 · 1989 · 1990 · 1991 · 1992 · 1993 · 1994 · 1995 · 1996 · 1997 · 1998 · 1999 · 2000 · 2001 · 2002 · 2003 · 2004 · 2005 · 2006 · 2007 · 2008 · 2009 · 2010 · 2011 · 2012 · 2013 · 2014 · 2015 · 2016 · 2017 · 2018 · 2019 · 2020 · 2021 · 2022 · 2023 · 2023 · 2024 · 2025
2005 · 
2006 · 
2007 · 
2008 · 
2009 · 
2010 · 
2011 · 
2012 · 
2013 · 
2014 · 
2015 · 
2016 · 
2017 ·
2018 ·
2019 ·
2020 ·
2021 ·
2022 ·
2023 ·
2024 ·
2025
Belangrijkste etappewedstrijden

Internationaal Wegcriterium · Driedaagse Brugge-De Panne · Ronde van de Alpen · Vierdaagse van Duinkerke · Ronde van Beieren · Ronde van Noorwegen · Ronde van België · Ronde van Luxemburg · Ronde van Oostenrijk · Ronde van Wallonië · Ronde van Burgos · Ronde van Denemarken · Arctic Race of Norway · Ronde van Groot-Brittannië
Belangrijkste eendaagse wedstrijden

Trofeo Laigueglia · GP Lugano · GP Nobili Rubinetterie · Dwars door Vlaanderen · Scheldeprijs · Brabantse Pijl · GP Kanton Aargau · Brussels Cycling Classic · GP Fourmies · Primus Classic Impanis-Van Petegem · Ronde van de Drie Valleien · Milaan-Turijn · Ronde van Piemonte · Ronde van het Münsterland · Ronde van Emilia · Parijs-Tours · GP Bruno Beghelli